# Kim Seong-jip
Kim Seong-jip (* 13. Januar 1919; † 20. Februar 2016) war ein südkoreanischer Gewichtheber. Er gewann bei den Olympischen Spielen 1948 und den Olympischen Spielen 1952 jeweils eine Bronzemedaille im Mittelgewicht.

## Werdegang
Kim Seong-jip war der erste koreanische Sportler, der nach der Unabhängigkeit Koreas von Japan nach 1945 bei den Olympischen Spielen 1948 in London eine Medaille gewann. Ihm und einigen anderen Sportkollegen stand nach 1945 nur eine spärlich ausgestattete Trainingshalle des YMCA in Taenung, nordöstlich von Seoul, zur Verfügung. Umso bemerkenswerter ist es, dass er schon 1947 bei der Weltmeisterschaft in Philadelphia im Mittelgewicht den 3. Platz belegte und sich damit eine WM-Bronzemedaille holte.
Bei den Olympischen Spielen 1952 in Helsinki wiederholte er mit dem 3. Platz im Mittelgewicht den Gewinn einer Bronzemedaille. Die Leistungen, die er und einige andere südkoreanische Gewichtheber bei diesen Spielen erbrachten, sind angesichts der Tatsache, dass zu diesem Zeitpunkt in seinem Heimatland Krieg herrschte (von 1950 bis 1953), umso bemerkenswerter.
1954 wurde Kim Seong-jip in Manila Sieger bei den II. Asien-Spielen im Leichtschwergewicht und 1955 startete er auch bei der Weltmeisterschaft in München und belegte dort im Mittelgewicht den 5. Platz. Diesen Platz belegte er auch bei der Teilnahme an seinen dritten Olympischen Spielen 1956 in Melbourne.
Nach Beendigung seiner aktiven Laufbahn war Kim Seong-jip viele Jahre lang Berater des südkoreanischen Olympischen Komitees und Betreuer der südkoreanischen Gewichtheber-Mannschaft.

## Internationale Erfolge
| Jahr | Platz  | Wettbewerb                 | Gewichtsklasse | Ergebnisse |
| 1947 | 3.     | WM in Philadelphia         | Mittel         | mit 352,5 kg, hinter Stanley Stanczyk, USA, 405 kg und Frank Spellman, USA, 375 kg                                                                          |
| 1948 | Bronze | OS in London               | Mittel         | mit 380 kg (122,5-112,5-145), hinter Frank Spellman, 390 kg und Peter George, USA, 382,5 kg                                                                 |
| 1952 | Bronze | OS in Helsinki             | Mittel         | mit 382,5 kg (122,5-112,5-147,5), hinter Peter George, 400 kg und Gerard Gratton, Kanada, 390 kg                                                            |
| 1954 | 1.     | II. Asien-Spiele in Manila | Leichtschwer   | vor Muhammad Iqbal Butt, Pakistan und Harold de Castro, Singapur                                                                                            |
| 1955 | 5.     | WM in München              | Mittel         | mit 367,5 kg, hinter Peter George, 405 kg, Fjodor Bogdanowski, Sowjetunion, 405 kg, Ingemar Franzén, Schweden, 372,5 kg und Krzysztof Beck, Polen, 372,5 kg |
| 1956 | 5.     | OS in Melbourne            | Mittel         | mit 380 kg (125-110-145), hinter Fjodor Bogdanowski, 420 kg, Peter George, 412,5 kg, Ermanno Pignatti, Italien, 382,5 kg und Jan Bochenek, Polen, 382,5 kg  |

Erläuterungen
- OS = Olympische Spiele, WM = Weltmeisterschaft
- alle Wettkämpfe im olympischen Dreikampf, bestehend aus beidarmigem Drücken, beidarmigem Reißen und beidarmigem Stoßen
- Mittelgewicht, Gewichtsklasse bis 75 kg und Leichtschwergewicht bis 82,5 kg Körpergewicht